# Iglesia Santa Ana (Trujillo)
La iglesia o parroquia Santa Ana es un edificio religioso católico catalogado como parroquia ubicado en Trujillo. Es considerado como uno de los primeros templos católicos en ser edificados en Trujillo, y el primero en el Centro histórico de Trujillo. 

### Orígenes
Aparece por primera vez citada en un documento que data de 1551 como parte de una lista de "iglesias de indios" o "naturales" bajo el nombre de "Ermita de Santa Ana". Su estilo es barroco, y originalmente era de color totalmente blanco y poseía sólo un campanario. Es, junto con la Iglesia Señor de Huamán, San Salvador de Mansiche, Santa Lucía de Moche y la de Mampuesto las originales "parroquias de indios". 
La iglesia alberga bajo sus suelos los restos del último cacique de la cultura Chimú, converso al catolicismo, llamado Cajazinzin. Una placa narrando estos acontecimientos se encuentra situada en el patio exterior del recinto.

### Daños y reconstrucciones
El terremoto de 1759 dejó el edificio severamente dañado, pero las autoridades coloniales mandaron su pronta reconstrucción. A raíz del Fenómeno del Niño de 1997-1998, el templo sufrió severos daños provocados por las lluvias y permaneció en desuso hasta 2015, cuando se decidió restaurarlo parcialmente y usarlo como resguardo de imágenes religiosas como el de la Virgen de la Candelaria en su peregrinación de Huanchaco a Trujillo. Los eventos del Meganiño de 2017 empeoraron su situación, lo que obligó a las autoridades religiosas a restaurarla casi en su totalidad. Después de 20 años, el templo que permaneció cerrado al público, se reinauguró en 2018. Desde aquel entonces y hasta la actualidad, es uno de los templos católicos más activos en la ciudad.

### Durante la crisis sanitaria por COVID-19 en Trujillo
Durante la pandemia de COVID-19, los patios exteriores sirvieron como medio colectivo primero de triajes; y luego de la llegada de las vacunas, como un punto de vacunación.

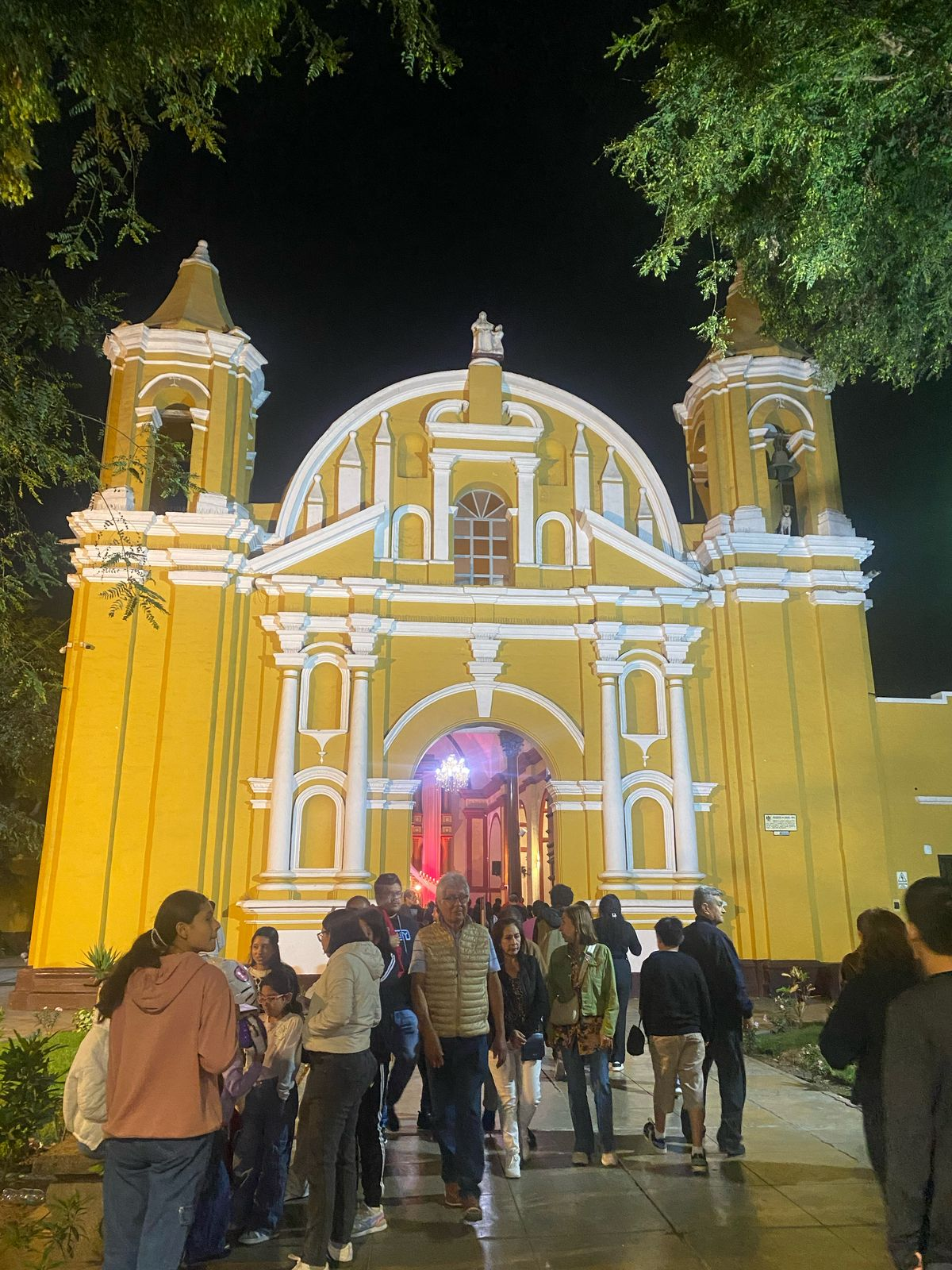
Vista noctura de la fachada principal de la parroquia.

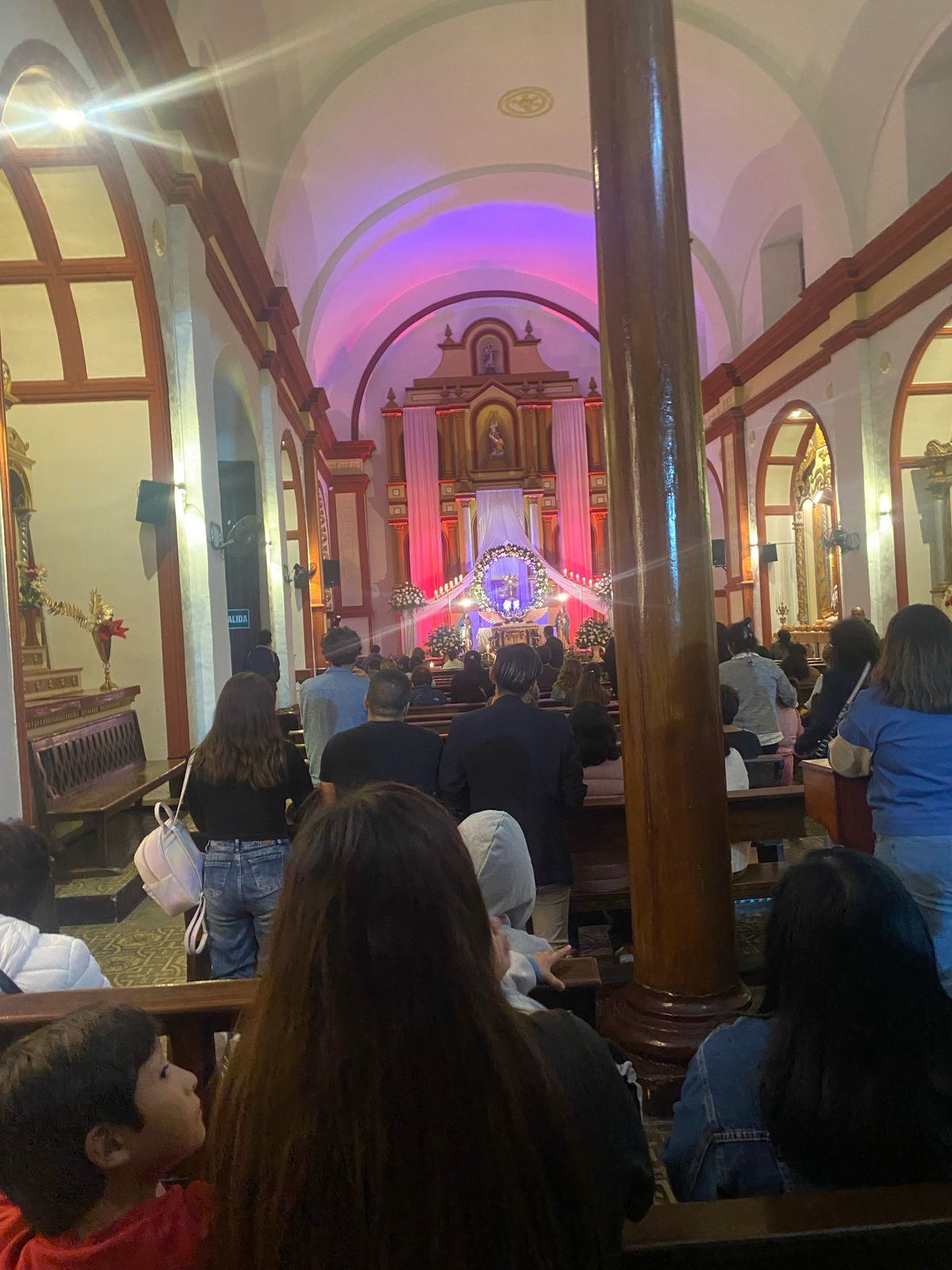
Interiores del recinto velados durante la celebración de la Semana Santa en 2025.